# Winter Spring Summer or Fall
Winter Spring Summer or Fall ist ein US-amerikanischer Spielfilm aus dem Jahr 2024 von Regisseurin Tiffany Paulsen nach einem Drehbuch von Dan Schoffer mit Jenna Ortega und Percy Hynes White in den Hauptrollen.

## Handlung
An einem Wintertag sitzt Barnes Hawthorne auf dem Dachvorsprung bei seinem Freund PJ, als ihm vor dem Haus gegenüber ein Mädchen auffällt. Laut PJ, der mit Hanf handelt, ist ihr Name Remi Aguilar, eines der intelligentesten Mädchen der High School. Später sieht Barnes sie ihm Zug wieder, wo er sich ihr vorstellt. Sie kommen unter anderem über Nathaniel Hawthorne sowie David Byrne von den Talking Heads ins Gespräch. Remi ist zur Columbia University unterwegs, während Barnes zu einer Veranstaltung mit David Byrne möchte. Remi hofft, später an der Harvard University studieren zu können, um Anwältin zu werden, so wie ihre Eltern. Barnes plant ein Jahr Auszeit ohne konkrete Ziele. Remi schlägt ihm vor, ehrenamtlich Meeresschildkröten in Costa Rica zu retten. Bevor sie auf seine Frage nach einem Date antworten kann, wird sie von einem Radfahrer angefahren und muss im Krankenhaus genäht werden. Dort lehnt sie ein Date ab, weil sie mit der Realisierung ihrer Pläne zu sehr beschäftigt sei.
Im Frühling überlegt Remi, ehrenamtlich mit Meeresschildkröten in Costa Rica zu arbeiten. Vor ihrem Abschlussball möchten sich ihre Eltern mit ihr über Sex unterhalten, während Remi darauf besteht, dass sie und ihre Verabredung Lucas nur Freunde sind. Ihre Mutter bringt ihr trotzdem Kondome, die Lucas später zufällig in Remis Handtasche entdeckt und daher annimmt, dass sie mit ihm schlafen will. Nachdem sie klarstellt, dass dies nicht der Fall ist, nennt er sie einen Snob. Barnes begleitet seine frühere Freundin Erica Morris zum Ball, nachdem sie sich kürzlich von ihrem Freund Connor Frisk getrennt hat. Später findet Barnes heraus, dass sie Connor mit ihm eifersüchtig machen wollte. Auf dem Ball treffen Remi und PJ aufeinander und die beiden tanzen zu Burning Down The House. Danach schlägt Barnes vor, den Ball zu verlassen und Sushi essen zu gehen.
Im Sushi-Restaurant findet Remi heraus, dass Barnes Japanisch spricht, weil er bis zu seinem elften Lebensjahr in Japan gelebt hat, während seine Mutter dort als Sanitäterin stationiert war. Außerdem überlegt er, sich für Costa Rica zu melden. Nach dem Essen nimmt er Remi mit zu sich nach Hause. In seinem Zimmer mit einem Terrarium mit japanischen Pflanzen setzen sie sich auf den Boden und rauchen den Joint, den Remi am Ball von PJ bekommen hat. Barnes gesteht ihr, dass er Ericas Date nur in der Hoffnung zugesagt hat, Remi auf dem Ball zu sehen. Sie küssen sich, allerdings erinnert Remi ihn daran, dass sie in vier Monaten nach Harvard geht, sodass aus ihnen kein Paar werden kann. 
Im Sommer sitzen Remi, Barnes und PJ am 4. Juli auf PJs Dach und sehen zu, wie Remis Vater ihr Haus zu Ehren von Remis Harvard-Studium purpurrot streicht. Ohne das Wissen ihrer Eltern plant Remi stattdessen, mit Barnes Freiwilligenarbeit in Costa Rica zu leisten. Nachdem Remi es ihren Eltern gesteht, geben diese Barnes die Schuld und werfen ihr vor, ihre Zukunft wegzuwerfen. Als Remie weiter darauf besteht erhält sie Hausarrest. Trotzdem fährt sie mit Barnes und PJ zu einer Party am See, um den Unabhängigkeitstag zu feiern. Nachdem sie zu viel getrunken hat, kracht sie mit PJs Jeep in einen Briefkasten und einen Brunnen. Remi und Barnes streiten sich über unterschiedliche Lebenskonzepte und Pläne und sie trennen sich schließlich.
Im Herbst studiert Remi in Harvard, als sie einen Instagram-Post sieht, der darauf hindeutet, dass Barnes in Boston ist. Er arbeitet als Assistent des Vizepräsidenten eines Plattenlabels und tourt mit einer Band. Auf dem Campus treffen sie sich wieder. Obwohl sie beide zugeben, dass sie sich vermissen, sind sie sich einig, dass ihre Trennung das Beste war. Von ihren Freunden ermutigt, beschließt Remi, ihre wahren Gefühle zu zeigen. Sie schleicht sich in den Konzertsaal, wo sie Barnes ihre Liebe gesteht und ihn fragt, ob sie es noch einmal versuchen können. Barnes erwidert, dass sie als Freunde besser dran seien. Später ermutigt die Band Barnes, sich seinen eigenen Gefühlen zu stellen. Sie bringen Remi vor ihrem Wohnheim ein Ständchen, wo sich Barnes und Remi erneut küssen.

## Besetzung und Synchronisation
Die deutschsprachige Synchronisation übernahm die VSI Synchron. Dialogregie führte Nana Spier, die auch das Dialogbuch schrieb.
| Rolle            | Darsteller          | Synchronsprecher    |
| ---------------- | ------------------- | ------------------- |
| Remi Aguilar     | Jenna Ortega        | Magdalena Montasser |
| Barnes Hawthorne | Percy Hynes White   | Amadeus Strobl      |
| Javier           | Adam Rodriguez      | Florian Halm        |
| Carmen           | Marisol Nichols     | Bianca Krahl        |
| PJ               | Elias Kacavas       | Nicolas Rathod      |
| Ashley Middleton | Corynn Treadwell    | Friedel Morgenstern |
| Wade             | Ahaise              | Oscar Räuker        |
| Sheryl           | Alexis Zollicoffer  | Rieke Werner        |
| Stevie           | Bridget Oberlin     | Nana Spier          |
| Evangeline       | Evangeline Barrosse | Lisa May-Mitsching  |
| Dean             | Garet Allen         | Christopher Kohn    |
| Erica Morris     | Kylee Anderson      | Jenny Maria Meyer   |
| Gitarrist        | Cameron Foremaster  | Dennis Herrmann     |
| Lucas            | Terran Lowe         | Vincent Borko       |
| Rausschmeißer    | B Z Cullins         | Peter Sura          |
| Saira            | Larkin Bell         | Julie Bonas         |

## Produktion und Hintergrund
Der Film wurde von der Motion Picture Corporation of America, Brad Krevoy Television und Wall Fly produziert, als Produzenten fungierten Brad Krevoy, Josh Shader und David M. Wulf. Den Vertrieb übernahm die Paramount Global Content Distribution.
Die Kamera führte Graham Robbins, die Musik schrieb Zac Rae, die Montage verantwortete Simon Davidson. Das Szenenbild gestaltete Gabriel Jessop, das Kostümbild Alyson Hancey.

## Veröffentlichung
Premiere war am 6. Juni 2024 am Tribeca Film Festival.
In den USA wurde der Film am 25. April 2025 in ausgewählten Kinos und als Video-on-Demand veröffentlicht. In Deutschland soll der Film am 8. Mai 2025 erscheinen.

## Rezeption
Am 4. Juli 2025 waren 5 von 14 bei Rotten Tomatoes aufgeführte Kritiken positiv.